# Chionaema bicolor
Chionaema bicolor là một loài bướm đêm thuộc phân họ Arctiinae, họ Erebidae.